# Kula Kangri
El Kula Kangri és una muntanya de 7.538 metres d'alçada, al massís de l'Himàlaia, a Bhutan. El primer ascens va ser per un equip combinat japonès i xinès el 1986, dirigit per Hira Kazumasa.
El Kula Kangri ha estat considerada durant molt de temps la muntanya més alta de Bhutan. Tot i això, hi ha desacords sobre la ubicació de la frontera exacta entre Bhutan i la Xina. És per això que hi ha mapes en què el Kula Kangri apareix com una muntanya dins del Tibet. Segons aquesta determinació, el Gangkhar Puensum lleugerament al sud, seria la muntanya més alta de Bhutan. A l'antic sistema de les muntanyes sagrades de l'antiguitat tibetana, el Kula Kangri ocupa la posició meridional. Per als pobladors de Lhozhag, al sud del Tibet, la muntanya és residència de la deïtat de la guàrdia, i per tant, té un significat sagrat.